# Rita Gam
Rita Gam, właśc. Rita Eleanore MacKay (ur. 2 kwietnia 1927 w Pittsburghu, zm. 22 marca 2016 w Los Angeles) – amerykańska aktorka filmowa, teatralna i telewizyjna. 

## Życiorys
Pochodziła z rodziny o korzeniach rumuńsko-żydowskich. Była druhną na ślubie Grace Kelly z księciem Monako Rainierem. Później w związku z tym udzieliła setek wywiadów.
Już za swoją debiutancką rolę w filmie Złodziej (1952) Russella Rouse'a z Rayem Millandem była nominowana do Złotego Globu. W tym samym roku podpisała długoterminowy kontrakt z wytwórnią Metro-Goldwyn-Mayer. 
Jedną z jej słynniejszych ról była Herodiada w biblijnej superprodukcji Król królów (1961) w reżyserii Nicholasa Raya. Wystąpiła również w takich filmach, jak m.in. Hannibal (1959) Carla Ludovico Bragaglii i Edgara G. Ulmera, Klute (1971) Alana J. Pakuli czy Odstrzał (1971) Henry'ego Hathawaya.
Wraz z Viveką Lindfors zdobyła Srebrnego Niedźwiedzia dla najlepszej aktorki na 12. MFF w Berlinie za rolę w filmie No Exit (1962) Tada Danielewskiego.